# Jef Neve
Jef Neve (Turnhout, 8 maart 1977) is een Belgische pianist en componist.

## Levensloop met muzikale carrière
Neve deed middelbare studies, richting Latijn-Moderne Talen aan het Sint-Aloysiuscollege te Geel. Tegelijkertijd volgde hij pianoles aan de stedelijke muziekacademie van Geel bij Hugo Lefever. Verder studeerde hij aan het Lemmensinstituut te Leuven. In 2000 verkreeg hij het diploma van Meester in de muziek optie Jazz en van Meester in de muziek optie piano, beide cum laude. Hij specialiseerde in de finaliteit kamermuziek in 2001 eveneens cum laude. In 2002 werkte hij voor een jaar als pianist en componist voor de Contemporary Dance Company "Dathe" in Londen. In 2004 was hij 'artist in residence' van cultuurhuis De Warande te Turnhout.
Naast zijn opleiding begon Neve al vroeg als actief muzikant in plaatselijke bandjes. In zijn tienerjaren speelde hij bij Mr. Zebedee, een funkband, waardoor hij in contact kwam met de jazz- en bluesmuziek. Ook als freelance pianist maakte hij deel uit van verscheidene muziekgroepen.
De componist speelde tevens bij het Pascal Schumacher Quartet waarmee hij twee albums maakte en op tournee ging in Australië en Zuid-Afrika.
Het Jef Neve Trio, met Neve (piano), Piet Verbist (contrabas) en Teun Verbruggen (drums), bracht drie cd's met jazzcomposities van Neve uit. In al zijn composities klinken echo's door van Brad Mehldau en Keith Jarrett. In 2005 speelde het trio in het Bimhuis te Amsterdam, het meest toonaangevende jazzpodium van Nederland.
In oktober 2007 stond de (film)muziek van Neve centraal op de World Soundtrack Awards te Gent, uitgevoerd door het Vlaams Radio Orkest (vandaag: Brussels Philharmonic) onder de leiding van Dirk Brossé. Begin 2009 toerde hij met het acteursechtpaar Antje De Boeck en Rony Verbiest voor Tom Waits until Spring.
De samenwerking met Gabriel Rios en Kobe Proesmans zorgde voor een serie optredens gedurende 2008. Rios vroeg Neve opnieuw mee te werken aan composities voor zijn cd "The Dangerous Return" die eind 2010 verscheen. 
Begin april 2009 nam Neve in de Ancienne Belgique een live-cd op met Groove Thing. In april 2009 presenteerde hij in opdracht van de Bijloke zijn eerste pianoconcerto. Het Brussels Philharmonic onder leiding van Michel Tabachnik zette het werk op de concertagenda in Gent en Brussel.
Vanaf 2008 neemt de carrière van Neve een internationale wending. Met het "Jef Neve Trio" maakt hij tournees, van Denemarken tot Australië, van Canada tot Japan. 
Van het Duo met de Luxemburgse vibrafonist Pascal Schumacher werd de cd "Face to Face" in Januari 2010 uitgebracht op Enja Records. Het duo maakte een "Rising Star Tour" langs een twaalftal belangrijke Europese zalen. Neve werkte ook mee aan de albums van Pascal Schumacher. 
In februari 2012 schreef Neve de muziek bij de theaterproductie "de Tocht van de Olifant" van Stefan Perceval met de acteurs Sien Eggers en Marc van Eeghem.
In 2012, 2014, 2016 en 2018 is Neve in het cultuurhuis de Warande te Turnhout curator van het "Neve Festival" in de Warande, waar hij carte blanche krijgt om een weekend te programmeren. 
In 2012 toerde hij met zijn tweede piano concerto door Vlaanderen, begeleid door Brussels Philharmonic Orchestra onder leiding van Dirk Brossé.
Neve trad tijdens editie 2014 van Leuven Jazz op met een gelegenheidscombo met o.a. Richard Galliano en Dré Pallemaerts. Ook in de editie 2015 was Neve present.
De Engelse jazzmusicus Jamie Cullum nodigde Neve uit om samen te musiceren in de North Sea Jazz Club te Amsterdam, dit op 24 november 2014.
Piano meets hiphop: In 2016, 2017 en 2018 speelde Neve verschillende concerten met de Nederlandse rapper Typhoon, gevolgd door een tour met Typhoon en Amsterdam Sinfonietta eind 2017 en voorjaar 2018 doorheen alle grote Nederlandse zalen.
Neve dirigeerde zijn eigen orkest op Pukkelpop 2018 en speelde "De 4 seizoenen", in de bewerking van Max Richter op zowel, Pukkelpop, als het Nevefestival 2018 en Lekker Klassiek 2018 waarvan hij de artistiek directeur was.
In 2019-2020 speelde Neve verschillende duoconcerten met de Nederlandse trompettist Teus Nobel, in binnen- en buitenland.
Neve componeerde een volgend album "Mysterium", dat werd uitgebracht in augustus 2020. Dat was vijf maanden later dan gepland, vanwege toen geldende coronamaatregelen.
Het hele jaar 2020 lagen de liveconcerten stil, maar Neve focuste zich op het livestreamen, vanuit zijn eigen studio. Hij bracht 150 livestream-concerten, eerst op Facebook, vervolgens op zijn eigen website voor abonnees, waar mensen konden inschrijven per reeks van 10 concerten. Dit liep door tot voorjaar 2021.
In de zomer van 2020 én de zomer van 2021 bracht hij "Ochtendglorenconcerten", met sopraan Hanne Roos, saxofonist Andy Dhondt en een strijkkwintet, neo-klassieke en minimalistische muziek die in openlucht werd opgevoerd bij zonsopgang.
De Mysterium-tour begon met een headliner-concert op Gent Jazz Festival in juli 2021, om vervolgens vanaf september tot einde december 2022 te toeren doorheen heel Vlaanderen en Nederland.
Nog in 2022 volgden enkele buitenlandse tours (Kenia, Canada, Japan, Letland, en Tsjechië…) met het duo Neve-Nobel, maar dan met de ondertitel 100 jaar Toots, een hommage aan Toots Thielemans, die op 29/04/2022 100 jaar geworden zou zijn.

## Albums
- Blue Saga (2003) met het Jef Neve Trio
- It's Gone (2004) met het Jef Neve Trio: kreeg de Radio Klara Prijs voor 'Best International Jazz Album 2005'.
- Nobody is Illegal (2006) met het Jef Neve Trio: eerste album bij Universal Music Belgium, best verkochte Belgische jazzalbum.
- Soul in a Picture (2008), Jef Neve Trio: werd uitgebracht in mei 2008 via Universal Music België, gevolgd door wereldwijde release in 24 landen.
- The Love Album (2009): Bij de band Groove Thing, met James Muller op gitaar, Nicolas Kummert op sax, Nic Thys op bas en Lieven Venken op drums, speelde Neve Hammond B3. Ze traden onder meer op tijdens Jazz Middelheim '08, en in April 2009 werd de live-cd 'the Love Album' opgenomen in de Ancienne Belgique te Brussel.
- For All We Know (2010): Hij maakte (op 1 studiodag) het duoalbum met José James, For all we know. Speciaal voor dit album werd het Impulse-label terug geopend.
- Imaginary Road (2010): werd uitgebracht in september 2010 (Universal/ Emarcy) samen met Teun Verbruggen op drums en Ruben Samama op bas.
- Sons of the New World (2012, Universal): werd geschreven voor zijn trio met 5 toegevoegde blazers. Dit werd uitgebracht eind oktober 2012 op Universal. De composities zijn gebaseerd "op alle recente ontwikkelingen in de wereld en alles wat beweegt op mondiaal niveau".
- 2nd piano concerto (2014, Universal): werd in 2013 opgenomen met Neve zelf aan de piano, samen met het orkest Il Novecento onder leiding van Dirk Brossé. Dit album werd uitgebracht in het voorjaar van 2014.
- In Flanders Fields (2014, Universal): de soundtrack van de televisiereeks "In Vlaamse Velden" werd uitgebracht in maart 2014.
- One (2014, Universal): In oktober 2014 werd het allereerste ONE wereldwijd uitgebracht. Het album werd opgenomen in de Abbey Road studio's in Londen
- Spirit Control (2017, Universal): meer dan 75 concerten werden met dit album gespeeld, in binnen- en buitenland.
- Sharing Life Stories (2019, Blue Keys Productions): een soloalbum dat bestaat uit een compilatie van de werken die hij schreef voor zijn drie pianoboeken "Start", "2" en "Play".
- Mysterium (2020, Universal): augustus 2020, een album met een bijzondere bezetting: enkel bas (Jasper Høiby, Phronesis, DK) op bas en piano als ritmesectie, aangevuld met drie tenorsaxen, trompet en bastrombone.
- That Old Feeling (2023, Universal): een verzameling vocale stukken met diverse zangers en zangeressen als gast - Madeleine Peyroux, Sam Merrick, Trijntje Oosterhuis, Sam Sparro, Typhoon, Robin McKelle, Johnny Manuel, Monique Harcum.

## Klassieke muziek
Ook in de klassieke muziek is Neve actief.
In 2005 werkte hij aan de Goldbergvariaties van Bach, die hij tijdens 2006 en 2007 verschillende malen heeft uitgevoerd. Hij geeft als solist regelmatig concerten met orkest, onder andere met de Flanders Philharmonic in een Gershwin-programma.
In de zomer van 2007 kreeg hij een compositieopdracht van muziekcentrum Bijloke in Gent, waarvoor hij zijn 1ste Pianoconcerto heeft geschreven. Dit werd in mei 2009 in wereldpremière uitgevoerd met het Brussels Philharmonic onder leiding van Michel Tabachnik, in de Bijloke te Gent en in Flagey te Brussel, voor uitverkochte zalen.
Neves 2e Pianoconcerto werd in oktober 2012 in première uitgevoerd met het Brussels Philharmonic onder leiding van Andrew Litton. Neve zal tijdens het seizoen 2014-15 het concerto opnieuw uitvoeren in verschillende landen. Tevens zal er een opname worden gerealiseerd. De versie voor twee piano's is ondertussen een eigen leven gaan leiden en werd samen met pianist Alexander Gurning reeds verscheidene malen uitgevoerd.
Van het Vlaams Radiokoor (VRK) kreeg hij een compositieopdracht voor een werk voor koor en piano dat begin 2010 werd uitgevoerd in een tiental zalen in België.
Voor de kerstperiode 2012 creëerde Neve, opnieuw met het VRK, Wintermoon, dat meermaals werd uitgevoerd.
Tevens vormde Neve een duo met pianist Liebrecht Vanbeckevoort in een project 'klassiek & jazz'. Het duo was in 2012-13 op tournee met het programma 'If Mozart and Monk were Brothers'.
Neve componeerde voor De Grote Schijn, een klank- en lichtspektakel in het Rivierenhof, herfst 2018.
Hij schreef in 2018 een hymne voor de Landloperskolonies van Merksplas en Wortel die meedongen om Unesco-Werelderfgoed te worden.
In april 2018 vond in de Basiliek van Tongeren de wereldcreatie plaats van "Fantasy for piano solo, violin solo and string orchestra" een werk van Neve voor en met Lorenzo Gatto in het kader van B-Classic Festival van Vlaanderen.
Hij componeerde in 2019 een werk van 45 minuten in opdracht van Bozar, meer bepaald voor het majestueuze orgel in de grote zaal, begeleid door piano, strijk- en blazersensemble. Creatie was op 16/09/2019.
Voor het Bachfestival Dordrecht schreef hij een werk voor strijkorkest en accordeon (2021).
Neve schreef een compositie voor Brass-Aux-Saxes fanfareorkest, creatie in 2023.
Voor het kamerorkest Casco Phil schreef hij Frank Sinatra Concerto, een pianoconcerto in de stijl van en met elementen van de muziek van Frank Sinatra erin verwerkt. Creatie in 2023.
In 2022 componeerde hij in opdracht van het festival Stroom (Gent Festival van Vlaanderen) het Rain Requiem, met teksten van David Van Reybrouck, dat uitgevoerd werd in juni 2022 met groot orkest, koor en solisten. Het requiem is een muzikale ode aan de slachtoffers van de klimaatramp in Wallonië in de zomer van 2021.

## Filmmuziek
- Neve componeerde de muziek voor de film Dagen zonder lief van cineast Felix Van Groeningen (2007). Hij werd uitgenodigd om tijdens de World Soundtrack Awards 2007 een suite van de soundtrack uit te voeren in arrangement voor orkest en piano. De film werd tevens verkozen voor de European Film Awards in Berlijn.
- Voor De helaasheid der dingen (The Misfortunates) van Van Groeningen, dat in oktober 2009 in première ging, schreef Neve opnieuw de muziek. De film werd geselecteerd voor het Filmfestival van Cannes en in Toronto, en is driemaal in de prijzen gevallen op het The Hamptons International Film Festival in New York.
- Neve schreef tevens de muziek voor de documentaire Verdwaald in het geheugenpaleis van Klara Van Es (2010), voor de theaterproductie De tocht van de olifant (2012) e.a.
- Neve werkte mee aan de soundtrack van Michel Havanicius' film The Artist, waarvoor componist Ludovic Bource zowel een Oscar als een Golden Globe ontving.
- In 2013 werkte hij, samen met Isolde Lasoen, aan de soundtrack voor een animatiefilm Rapsodie en Rose van Bram Mondy.
- Hij schreef in 2013 ook de muziek voor een fictiereeks van de VRT, In Vlaamse velden, een reeks over de Eerste Wereldoorlog.
- Enkele werken van Neve zijn te horen in de soundtrack van The Broken Circle Breakdown (2012) van Felix Van Groeningen.
- In 2015 verscheen de film "Carnotstraat 17", de tweede samenwerking met Klara van Es voor de soundtrack.
- In 2016 schreef hij de soundtrack voor een serie voor de Nederlandse televisie: "De Maatschap", in een regie van Michiel van Jaarsveld.
- Nog in 2016 schreef hij de soundtrack voor de film "Sprakeloos" (naar het boek van Tom Lanoye), in een regie van Hilde Van Mieghem.
- In 2017 componeerde Neve de muziek voor de film "Zie Mij Doen" van Klara van Es die op het Leuvense docu-film festival Docville de hoofdprijs wegkaapte.
- Neve werkte in 2022 de soundtrack af voor de docu-films "T(w)o work/weg naar werk", van productiehuis Off World, in een regie van Annabel Verbeke.
- Neve componeerde de soundtrack voor de docu-film "From Kobe to Kona", het verhaal van Sébastien Bellin, de voormalige basketbalspeler die ernstig gewond raakte tijdens de aanslag op de luchthaven op 22 maart 2016. De soundtrack werd in het voorjaar van 2023 uitgebracht.

## Andere projecten
- De samenwerking met Gabriel Ríos en Kobe Proesmans zorgde voor een serie optredens gedurende 2008 die werd afgesloten met een concert in de AB te Brussel. Rios vroeg Neve opnieuw mee te werken aan composities voor zijn cd The Dangerous Return, die eind 2010 verscheen.
- Van het duo met vibrafonist Pascal Schumacher werd de cd Face to Face in januari 2010 uitgebracht op Enja Records. Het duo maakte een 'Rising Star Tour' langs een twaalftal Europese zalen.
- Neve componeerde in 2011 de muziek voor het verhaal De Piano. Seppe Gebruers bracht de compositie, samen met twee poppenspelers, met meer dan vijftig staafpoppen.
- In februari 2012 schreef Neve de muziek bij de theaterproductie De tocht van de olifant van Stefan Perseval met de acteurs Sien Eggers en Marc Van Eeghem.
- Op 30 oktober 2012 had Neve een Radio 1 Sessie, waarin hij samenspeelde met Daan, Sons of the New World, Sir Yes Sir, José James, Jonathan Jeremiah.
- In het kader van Turnhout 2012 en het veertigjarig bestaan van het cultuurhuis De Warande fungeerde de pianist van 9 tot 11 november als curator van het gloednieuwe Neve Festival in De Warande.
- Voor de tour met de Vlaamse zangeres Natalia componeerde en bewerkte hij verschillende nummers.
- Neve legt zich de laatste jaren ook meer en meer toe op het componeren. Zo schreef hij drie pianoboeken: "Start", "2" en "Play" voor de drie verschillende graden in de muziekacademies. Daarnaast is er ook een luxe-editie, "Sharing Life Stories": verzameling uit de drie boeken, in combinatie met illustraties van Oswald Cromheecke.
- In 2022 bracht Neve nog twee pianoboeken uit, Reflections in Black & White.

## Radioprogramma op Klara
De jazzpianist had vanaf januari 2008 samen met Lies Steppe op Klara, telkens op vrijdagavond van 19.15 u tot 21 u, een eigen radioprogramma dat vertrok vanuit de wereld van de muzikant. Daarbij lag de nadruk op de Belgische en Europese jazz met daarbij ook aandacht voor de experimentele jazz.

## Onderscheidingen
- 2004: Klara Prijs in de categorie beste jazz voor It's Gone
- 2005: Laureaat van de cultuurprijs 2005 Capilla Flamenca
- 2005: voor het Jef Neve Trio de prijs voor het beste internationale jazz-album van het jaar.
- 2007: ZAMU Award in de categorie jazz
- 2008: Music Industry Award toegekend door de Belgische muziekindustrie: MIA voor beste muzikant
- 2009: MIA voor beste muzikant
- 2010: MIA voor beste auteur/componist
- 2012: MIA voor beste auteur/componist
- 2012: MIA 2012 voor beste muzikant
- 2016: UnitedHumans Award samen met Dirk Brossé
- 2016: ereburgerschap van de stad Geel
- 2017: Best World Soundtrack Award of a Belgium Production voor de film 'Sprakeloos' van Hilde Van Mieghem (op 'Film Fest Ghent')

## Tourgeschiedenis
- Het Jef Neve Trio trad met het album "Soul in a Picture" op tijdens festivals in binnen- en buitenland.
- In 2008 kreeg het trio grote bijval op Bremen JazzAhead, in Spanje en hun eerste optredens in Japan waar ze tevens een nummer opnamen met de trompettist TOKU voor de Japanse release van de nieuwe cd. Sindsdien trad het trio zowat overal op, van tournees in Candada, Australië, Japan, Mexico tot concerten in Concertgebouw Amsterdam en de meeste Europese landen, zoals Polen, Noorwegen, Denemarken, Duitsland, Spanje, Frankrijk, Bulgarije en het Verenigd Koninkrijk.
- Het Trio presenteerde het album "Imaginary Road" in België en Nederland en tevens in Canada en Australië.
- Ook in Duitsland, Frankrijk (Parijs), In Japan, in de bekende Cotton Club van Tokyo evenals in Osaka.
- Het concert in Brussel met de Amerikaanse zanger Jose James in 2008 mondde uit op een samenwerking voor een project "Facing East – the music of John Coltrane" waarmee ze vier concerten gaven in september 2009 in de AB/Brussel, Paradiso/Amsterdam, Ronnie Scott's/Londen en New Morning/Parijs.
- Het duo tourde in 2010 in de USA, Canada en op Europese zomerfestivals met het album "For All We Know".
- Releaseconcerten van het album "Sons of the New World" in 2012.
- Tournee langs de culturele centra in Vlaanderen in het voorjaar 2014.
- Tevens vormde Neve een duo met pianist Liebrecht Vanbeckevoort in een project "klassiek & jazz". Het duo was in 2012-13 op tournee met het programma If Mozart and Monk were Brothers.
- In 2013 maakte Neve tournees in Thailand, China, Zuid-Korea, Japan, Kenia, Australië, Denemarken waar hij jazzconcerten bracht, zowel solo, als met het Jef Neve Trio, alsook met plaatselijke muzikanten. Jazzpianist Neve is al meerdere jaren actief in Japan en China. In juni 2013 legde hij op een showcasefestival in Ghuangzhou de eerste contacten, in oktober dat jaar is hij teruggekeerd en heeft hij op diverse festivals gespeeld.
- Voor 2014 stonden Japan, Brazilië en China op het programma.
- In januari 2015 ging Neve opnieuw op tournee naar Thailand. Aansluitend hierop ging de tournee naar Australië waar Neve samenspeelde met Maria Schneider (met het Jazzgroove Mothership Orchestra) en er zijn soloalbum ONE voorstelde. In hetzelfde jaar was hij te gast in Zuid-Amerika (Chili, Argentinië en Brazilië), evenals in Canada
- Vanaf oktober 2014 tot voorjaar 2016 stonden de meeste optredens in het kader van zijn soloalbum.
- In februari 2016 was hij te gast op het Safaricom international Jazzfestival in Kenia. Neve deelde er het podium met onder anderen Branford Marsalis.
- In april 2016 waren er verschillende concerten in Nieuw-Zeeland, met als belangrijkste de uitvoering van de muziek van "In Vlaamse Velden", in Auckland, met het Auckland Philharmonia Orchestra, ter herinnering van WOI.
- In mei 2016 speelde Neve in Bangkok zijn tweede pianoconcerto met het Thai Philharmonic Orchestra onder leiding van Delta David Gier. Daarnaast had hij voor de derde keer ondertussen een duo optreden met de saxofonist Koh Mr. Saxman
- Neve speelde in november 2016 in de Opera van Ho Chi Minh (Vietnam), met als special guest de Vietnamese vedette Tuan Manh Tran op saxofoon.
- In het tweede deel van 2016 volgden concerten in Canada, Japan, Vietnam, Maleisië, Rwanda, Uganda.
- In 2017 is het album Spirit Control voorgesteld in België en Nederland, ook in Nieuw-Zeeland en Australië, Frankrijk.
- In 2018 werden concerten met het programma Spirit Control gespeeld in België, Nederland, Duitsland, Polen, Burkina Faso, Kroatië, Bangkok, Australië en Canada.
- In 2019 is de tournee door Vlaanderen gestart van Neve met Natalia: "Jef Neve meets Natalia in concert". De show werd hernomen in 2021.
- Sinds mei 2019 was er een concerttournee van Neve in duo met de Nederlands trompettist Teus Nobel, dit zowel in België als in het buitenland, zoals Canada, Bangkok, Australië). Dit duo toert verder in 2022.
- Voor 2020 stonden verschillende tournees gepland die echter alle gecanceld werden door de coronapandemie.
- 2021: Mysterium-tour doorheen Vlaanderen en Nederland.
- 2022: herneming Mysterium tour in Vlaanderen, buitenlandse tours met Neve-Nobel (Canada, Japan, Estland/Letland, Kenia).

## Hitnoteringen
| Single met hitnotering(en) in de Vlaamse Ultratop 50 | Datum van verschijnen | Datum van binnenkomst | Hoogste positie | Aantal weken | Opmerkingen |
| ---------------------------------------------------- | --------------------- | --------------------- | --------------- | ------------ | ----------- |
| Happy together                                       | 2014                  | 06-12-2014            | 11              | 4            |             |

| Album met hitnotering(en) in de Vlaamse Ultratop 200 albums | Datum van verschijnen | Datum van binnenkomst | Hoogste positie | Aantal weken | Opmerkingen    |
| ----------------------------------------------------------- | --------------------- | --------------------- | --------------- | ------------ | -------------- |
| Nobody is illegal                                           | 2006                  | 18-11-2006            | 44              | 11           |                |
| Soul in a picture                                           | 2008                  | 10-05-2008            | 12              | 10           |                |
| For all we know                                             | 2010                  | 22-05-2010            | 15              | 22           | met José James |
| Imaginary road                                              | 2010                  | 02-10-2010            | 19              | 10           |                |
| Sons of the new world                                       | 2012                  | 03-11-2012            | 17              | 33           |                |
| Soundtrack "In Flanders Fields"                             | 2014                  | 07-03-2014            | 19              | 23           |                |
| One                                                         | 13-10-2014            | 25-10-2014            | 4               | 40           |                |
| Spirit control                                              | 2017                  | 25-03-2017            | 5               | 28*          |                |
| That old feeling                                            | 2023                  | 30-04-2023            | 13              | 1*           |                |